# التركيبة السكانية للوطن العربي

خارطة الوطن العربي

يعتبر الوطن العربي مهد الحضارات، وقد أدت الهجرات التي أملت عليها ندرة المياه والجفاف إلى انتقال السكان على طول البحر الأحمر إلى شمال شبه الجزيرة العربية والشمال الإفريقي، وجنوبًا إلى بحر العرب وشرق أفريقيا وجنوب شرق إفريقيا ثُمَّ صعودًا إلى الخليج.
يبلغ عدد سكان الوطن العربي حالياّ حوالي 430,753,333 مليون نسمة، بما يُشَكِّل (5%) من إجمالي سكان العالم. ويمكن القول أن كافة أقطاره متشابهة اجْتِماعِيًَّا، لَغَوِيًَّا، وَدِيِمُوْغْرافِيًَّا.

## النمو السكاني
قُدِّر مجموع السُّكَّان في الدول العَرَبِيَّة في منتصف القرن العشرين بحوالي (76) مليون نسمة، بمعدّل زيادة سَنَوِيَّة قدره (2.5 %) لتصـل إلى ما يزيد عن (144) مليون نسمة عام 1975 (تقريبًا ضعف العدد خلال 25 عام). وقد ارتفع معدّل هذه الزيادة إلى (2.7%) بين عاميّ 1975 - 2000 حيث قدّر عدد السكّان في الوطن العربي عام 2000 حوالي (284) مليون نسمة.
تزايد النمو السُّكَّاني بنسبة (‌2.9%) خلال النصف الثاني من القرن الماضي مرتفعة جِدًَّا إذا ما قورنت بمعدلات النمو السُّكَّاني في الدول الأخرى والتي بلغت أقل من (3%) لنفس الفترة. هذا النمو السُّكَّاني المرتفع ما هو إلَّا نتيجةً لجهود لخفض معدلات الوفاة مقترنًا بمجتمعات فَتِيَّة واستمرارية لمعـدلات الخصوبة المرتفعة. وإثر التَّغَيُّرات السِّياسِيَّة الكبيرة التي طرأت على الدول العربية؛ ومستفيدة من تجارب العالم الغربي في التأكيد على الصحة العامة والسيطرة على معدلات الوفاة؛ فقد عمدت الدول العربية لاتخاذ إجراءات وسياسات من أجل رفع المستوى المعيشي للسُّكَّان إثر انتهاء الحرب العالمية الثانية وبعدها في مجال الصحة العامة، والسيطرة على معدلات الوفاة.

## توزيع السكان
يتوزع الوطن العربي على اثنين وعشرين دولة مُمْتَدَّة من الخليج العربي شرقًا إلى المحيـط الأطلسي غربًا بمساحة كاملة قدّرت بـ (14) مليون كيلو متر مربع. وجميع الدول العربية أعضاء في جامعة الدول العربية، ويمكن توزيع دول الوطن العربي جغرافيًا إلى أربع مجموعات وهي التالية:
1ـ وادي النيل والقرن الأفريقي ويضم: مصر، السودان، الصومال، جزر القمر، جيبوتي.
2ـ شمال أفريقيا ويضم: ليبيا، تونس، الجزائر، المغرب، وموريتانيا.
3ـ الهلال الخصيب ويضم: العراق، سوريا، الأردن، لبنان، فلسطين.
4ـ شبه الجزيرة العربية ودول الخليج العربي ويضم: المملكة العربية السعودية، اليمن، عمان، الإمارات العربية المتحدة، قطر، البحرين، والكويت.
واستنادًا لتقديرات السكان عام 2000، بلغ عدد سكان المجموعة الأولى (109) مليون نسمة أو (38%) من إجمالي عدد السكان في الوطن العربي، وتتناقص نسبة هذه المجموعة والتي بلــغت (44%) عام 1950 من مجموع السكان الإجمالي ليصل حسب ما هو متوقع له إلى (34%) مع منتصف القرن الحادي والعشرين. يشكل سكان شمال أفريقيا ربع سكان الوطن العربي بنسبة (27%) مع عام 2000، نزولًا من نسبة (30%) عام 1950، وتوقع نسبة (20%) من سكان العالم العربي بحلول عام 2050. أما سكان الهلال الخصيب وشبه الجزيرة العربيّـة والخليج العربي فيشكلون ما تبقى من مجموع السكان الإجمالي بتقديرات متساوية تتراوح بين 17 - 18% لكل مجموعة.
وتعتبر مصر أكثر الدول العربيـة سكانًا وبنسبة 28% من إجمالي السكان العرب عام 1950. وتحتـل الجزائر والسـودان والمغرب المركـز الثاني في حجم السكـان والذي يتراوح بيـن (11 - 12%) لكل دولة، وتأتي العراق في المرتبة الخامسة (7%)، ثم اليمن، تونس، سوريا والمملكة العربيّـة السعودية بنسب تتراوح بيـن (5-6%) لكل دولة. أما لبنان، الأردن، ليبيا، موريتانيا، والأراضي الفلسطينية المحتلة فتتراوح جميعها بنسبة (7%)؛ في الوقت الذي تشكل فيه البحرين، جزر القمر، جيبوتي، قطر، والإمارات العربيّة المتحدة أقل مـن (1%) مجتمعة من مجموع السكان العرب.

### مخطط بياني
مصرالس...الجزائرالمغربالسعوديةالعراقاليمنسورياتونسليبياالأر...لبنانفلسط...الكو...الإما...عُمانموريتان...قطرالبحرينمصرالسودانالجزائرالمغربالسعوديةالعراقاليمنسورياتونسليبياالأردنلبنانفلسطينالكويتالإماراتعُمانموريتانياقطرالبحرينعدد سكان الدول العربية